# Tempo de Voltar
Tempo de Voltar é um álbum de estúdio, sendo o segundo da carreira de Arianne, gravado e lançado pela MK Music em 2010.
O disco foi produzido por Emerson Pinheiro e rendeu-lhe indicações ao Troféu Promessas. O CD vendeu cerca de 35 mil cópias.

## Faixas
| #  | Nome                 | Compositor                                          | Duração |
| -- | -------------------- | --------------------------------------------------- | ------- |
| 1  | Jeová Nissi          | Kleber Lucas e Emerson Pinheiro                     | 4:35    |
| 2  | Tempo de Voltar      | Emerson Pinheiro                                    | 4:23    |
| 3  | Jesus                | Rodrigo Claro                                       | 5:40    |
| 4  | Recomeçar            | Arianne e Evandro Bertho                            | 4:23    |
| 5  | Amor de Dia          | Marcela Vale                                        | 3:16    |
| 6  | Poderoso             | Fernanda Brum, Emerson Pinheiro e Livingston Farias | 4:29    |
| 7  | Quebrando o Silêncio | Klênio                                              | 4:34    |
| 8  | Peso da tua glória   | Arianne e Evandro Bertho                            | 3:34    |
| 9  | Como escaparemos nós | Fernanda Brum, Emerson Pinheiro e Livingston Farias | 3:57    |
| 10 | Tem a tua cor        | Versão: Arianne                                     | 4:28    |
| 11 | Mais que um conceito | Versão: Arianne                                     | 2:39    |
| 12 | Reina em Mim         | Emerson Pinheiro e Marcus Salles                    | 4:17    |

## Clipes
| Música          | Lançamento            |
| --------------- | --------------------- |
| Tempo de voltar | 8 de dezembro de 2010 |